# Sonic Blast Man
Sonic Blast Man (ソニックブラストマン?) es una franquicia de videojuegos de Taito protagoniza al superhéroe titular, Sonic Blastman. El juego inició originalmente para el Arcade en 1991, pero eventualmente fue lanzada para Super Nintendo en 1992, con mucha diferencia del juego. Las versiones reciben una secuela.
- Datos: Q6120028